# 州間高速道路16号線
州間高速道路16号線（しゅうかんこうそくどうろ16ごうせん、Interstate Highway 16、略称：I-16）は、アメリカ合衆国ジョージア州を横断する州間高速道路である。
全線がジョージア州内にあり、起点で州間高速道路75号線と接続する。

## 通過する主要都市
ジョージア州
- メイコン（州間高速道路75号線と接続）
- ダドリー（英語版）
- オーク・パーク（英語版）
- メター（英語版）
- ブルーミングデール（英語版）
- プーラー（英語版）（州間高速道路95号線と接続）
- ガーデン・シティ（英語版）
- サバンナ（州間高速道路516号線と接続）

## 交差する州間高速道路
ジョージア州
- 州間高速道路75号線（メイコン）
- 州間高速道路95号線（プーラー（英語版））
- 州間高速道路516号線（サバンナ）